# Сабља (ТВ серија)
Сабља је српска политичко-драмска и биографска телевизијска серија из 2024. године, снимана током 2023. године. Базирана на полициској акцији „Сабља” по којој је добила име, радња серије обрађује политички период у Србији од 2000. до 2003. године са посебним фокусом на aтентат на Зорана Ђинђића и истрагу полиције у умешаност Земунског клана и Јединице за специјалне операције у атентат.
Режију потписују Горан Станковић и Владимир Тагић, који заједно са Мајом Пелевић потписују и сценарио.
Премијерно приказивање, планирано на РТС 1 од 24. фебруара 2024. године, одложено је одлуком ове телевизије, са циљем да се серији Сабља да могућност учешћа на фестивалима.
„Један од најпрестижнијих фестивала филмских и серијских садржаја разматра могућност да Сабљу и причу која је те 2003. године потресла Србију, али и читаву светску јавност, уврсти у свој програм. Зато, поштујући правила европске и светске филмске индустрије, а у циљу промоције домаће кинематографије у свету, серија Сабља на РТС-у биће емитована у новом термину о чему ћемо благовремено обавестити гледаоце” наводи се у објави РТС-а поводом отказивања почетка премијерног емитовања серије Сабља.
Прве две епизоде премијерно су приказане на фестивалу серија у Кану — Cannesseries. Серија Сабља освојила је награду за најбољу глумачку интерпретацију целокупног глумачког ансамбла.
Регионална премијера је такође одржана на 30. Сарајево филм фестивалу 20. августа 2024. године.
Серија Сабља емитована је од 2. новембра 2024 до 24. новембра 2024. године на РТС 1, као и на стриминг платформи Maкс.

## Опис
Држећи се фактографије, али уз уметничку слободу, креатори серије Владимир Тагић и Горан Станковић (двојац добро познат ТВ публици по серији Јутро ће променити све), потрудили су се да дају пресек друштвено-политичке ситуације у земљи од деведесетих до двехиљадитих година и да дочарају атмосферу неизвесности која је владала те 2003. године у Србији.
Када је о ликовима и представљеним догађајима реч, аутори истичу да је у питању „драмска интерпретација стварних догађаја — плод маште и креативне слободе аутора. Главни ликови су измишљени, а неке сцене резултат су претпоставке, уметничке обраде и не представљају објективну истину“.
Окосница радње овог напетог политичког трилера јесте догађај из 2003. године када је усред белог дана испред зграде Владе Србије 12. марта 2003 убијен премијер Србије Зоран Ђинђић.
Док се у очима јавности чини веома јасним ко су атентатори, млада новинарка у успону Даница Мандић покушава да открије праву позадину атентата.
Њена потрага за истином води је до најдубљих пора исквареног државног апарата.
Борис, полицијски инспектор задужен за истрагу, полако открива грешке у случају које су гу довеле до највиших људи тајне службе, док се млади криминалац Урош све више укључује у активности криминалног клана за који ће се испоставити да стоји иза атентата на премијера.

## Улоге
| Глумац             | Улога                          |
| ------------------ | ------------------------------ |
| Драган Мићановић   | Зоран Ђинђић                   |
| Милица Гојковић    | Даница Мандић, новинар         |
| Љубомир Бандовић   | Борис Ракић, инспектор         |
| Лазар Тасић        | Урош Ристић Мали               |
| Феђа Штукан        | Љуба Васиљевић, Борисов колега |
| Јасна Ђуричић      | Светлана, Даничина мајка       |
| Марко Грабеж       | Чедомир Јовановић              |
| Марко Марковић     | Владимир - Беба Поповић        |
| Тихана Лазовић     | Ружица Ђинђић                  |
| Срђан Милетић      | Душан Михајловић               |
| Игор Боројевић     | Зоран Живковић                 |
| Миодраг Крчмарик   | Раде Булатовић                 |
| Гојко Балетић      | Раде Марковић                  |
| Изудин Бајровић    | Јовица Станишић                |
| Предраг Бјелац     | Војислав Коштуница             |
| Сергеј Трифуновић  | Милорад Улемек Легија          |
| Милош Тимотијевић  | Миле Луковић Кум               |
| Бојан Навојец      | Душан Спасојевић Дућа          |
| Марко Гиздавић     | Александар Симовић             |
| Ненад Хераковић    | Милош Симовић                  |
| Дино Бајровић      | Сретко Калинић                 |
| Бојан Кривокапић   | Звездан Јовановић              |
| Милош Ђуровић      | Дејан Миленковић Багзи         |
| Љубиша Милишић     | Љубиша Буха Чуме               |
| Анђелика Симић     | Љиљана Буха                    |
| Јасмин Гељо        | начелник Гаврић                |
| Златко Бурић       | Жарко Илић                     |
| Дубравка Ковјанић  | Весна Ристић                   |
| Вахид Џанковић     | Раша                           |
| Бојан Жировић      | Стева                          |
| Пеђа Марјановић    | Ненад Шаре Шкене               |
| Мухамед Хаџовић    | Ненад Мраовић Мрав             |
| Марија Шкаричић    | Соња Јанковић                  |
| Горан Радаковић    | Јован Пријић                   |
| Никола Глишић      | Милан Веруовић                 |
| Игор Филиповић     | Горан Петровић                 |
| Ђорђе Ерчевић      | Бранислав Безаревић            |
| Предраг Котур      | Душко Маричић Гумар            |
| Милован Филиповић  | Драган Јоцић                   |
| Дејан Тончић       | Дејан Симеуновић               |
| Божидар Зубер      | Печени                         |
| Мирсад Тука        | Никола Јовић                   |
| Ненад Пећинар      | командант САЈ                  |
| Тина Стојиљковић   | Дуња                           |
| Иван Томић         | адвокат Божовић                |
| Даниел Ковачевић   | Димић                          |
| Дарко Ивић         | портпарол ЈСО-а                |
| Доља Гавански      | Марина                         |
| Стефен Шафтер      | доктор                         |
| Милица Филић       | Вера                           |
| Лина Теодоровић    | Маша                           |
| Драгана Варагић    | Бранка Милетић                 |
| Линда Русева       | Карла дел Понте                |
| Рајнер Вос         | Герхард Шредер                 |
| Ивана Николић      | Гордана Милић                  |
| Новак Билбија      | Славко                         |
| Иван Вучковић      | Слободан Пажин                 |
| Слободан Бештић    | Светислав                      |
| Стипе Радоја       | Марио Приморје                 |
| Марта Богосављевић | Милица                         |
| Немања Милуновић   | Жика Тродон                    |
| Милош Пантић       | жандар                         |

## Епизоде
| Бр. еп. (укупно) | Бр. еп. (у сезони) | Наслов | Редитељ         | Сценариста                                                                   | Премијера          |
| --- | ------------------ | ------ | --------------- | ---------------------------------------------------------------------------- | ------------------ |
| 1 | 1                  |        | Горан Станковић | Марјан Алчевски, Маја Пелевић, Дејан Прћић, Владимир Тагић и Горан Станковић | 2. новембар 2024.  |
| Четвртог октобра 2000. године, Зоран Ђинђић (Драган Мићановић), члан коалиције ДОС, ступа у несигуран савез са Милорадом Улемеком (Сергеј Трифуновић) да би спречио мешање Улемекових Црвених беретки (Јединица за специјалне операције) у демонстрације наредног дана.Двадесет и првог фебруара 2003. године, на колону аутомобила премијера Зорана Ђинђића налеће камион који вози члан Земунског клана Дејан Миленковић Багзи (Милош Ђуровић). Док у јавности настаје конфузија око тога шта се заправо десило, Даница Мандић (Милица Гојковић), млада и амбициозна новинарка, верује да је реч о маркетиншком трику премијеровог кабинета, а инспектори Борис Ракић (Љубомир Бандовић) и Љуба Васиљевић (Феђа Штукан) покушавају од Багзија да извуку признање, упркос напорима Земунског клана и Багзијевог адвоката Божовића (Иван Томић) да их у томе спрече. Урош Ристић (Лазар Тасић), ситни криминалац, бива увучен дубље у Земунски клан преко свог пријатеља Душана Мраовића Мрава (Мухамед Хаџовић) и добија све озбиљније задатке, несвестан у шта се упушта. Дванаестог марта 2003. године, Земунски клан извршава атентат на Зорана Ђинђића. |                    |        |                 |                                                                              |                    |
| 2 | 2                  |        | Владимир Тагић  | Марјан Алчевски, Маја Пелевић, Дејан Прћић, Владимир Тагић и Горан Станковић | 3. новембар 2024.  |
| Осмог августа 2002. године, Зоран Ђинђић и Беба Поповић (Марко Марковић) одлазе на састанак са вођом Сурчинског клана Љубишом Бухом Чуметом (Љубиша Миличић) да би га убедили да сведочи против вођа Земунског клана и Милорада Улемека Легије. Шеф полиције Душан Михајловић (Срђан Милетић) изражава сумњу у Чуметово сведочење, али под притиском Ђинђића попушта и налаже да се започне тајна истрага. Дванаестог марта 2003. године, рањени Ђинђић бива довезен у Ургентни центар, где подлеже ранама. Истог дана, проглашава се ванредно стање и почиње спровођење полицијске акције „Сабља”. Урош, једини члан Земунског клана чије име и лик нису на потерници, добија задатак да снајпер којим је убијен премијер закопа на Новом Београду, што он и чини. Инспектори Борис и Љуба откривају да Земунски клан добија информације од њиховог колеге из полиције. Начелник Гаврић (Јасмин Гељо) плаши се да ће у јавност процурети информација да је полиција саучесник у убиству премијера. Урошевом грешком, Љиљана Буха (Анђелика Симић), бивша жена Љубише Бухе Чумета која је била отета од стране Земунског клана, успева да побегне. Због своје грешке, Урош бива послат да живи са Душаном Спасојевићем Дућом и Милетом Луковићем Кумом, вођама Земунског клана. Исте вечери, Љиљана одлази у новинску кућу у којој ради Даница са намером да пред камерама посведочи о клану. Даница одводи Љиљану код Љубе да оно што зна исприча њему. Петнаестог марта 2003. године, одржана је државна сахрана Зорана Ђинђића. |                    |        |                 |                                                                              |                    |
| 3 | 3                  |        | Горан Станковић | Марјан Алчевски, Маја Пелевић, Дејан Прћић, Владимир Тагић и Горан Станковић | 9. новембар 2024.  |
| Крајем 2001. године, чланови Јединице за специјалне операције организују оружани протест против владе републике Србије, са намером да смене директора Државне безбедности Горана Петровића. Због страха да ће извести војни удар, Зоран Ђинђић одлази да преговара са члановима ЈСО и њеним бившим чланом Милорадом Улемеком. Десет дана након атентата на Зорана Ђинђића, Душан Спасојевић и Миле Луковић моле Улемека да отпочне план Б – војни удар ЈСО-а. Борис од својих извора сазнаје да је убица премијера Звездан Јовановић (Бојан Кривокапић), члан ЈСО-а и фактички правно недодирљив. Одлучују да га, заједно са другим члановима ЈСО-а, позову на информативни разговор, где му саопштавају да знају да је он убио премијера. У међувремену, Улемек одбија да изврши план Б, па Урош добија задатак од Душана и Милета да са својом мајком Весном (Дубравка Ковјанић) купи кућу на периферији Београда, где би њих двојица наставили да се крију. Урош моли своју мајку да са њим побегне из државе, уз помоћ новца који је Урош добио да купи кућу. Она пристаје и њих двоје купују кућу остављајући део новца за бег. Даница од Љубе сазнаје да је убица премијера члан ЈСО-а и одлази у седиште ЈСО-а ради интервјуа са портпаролом ове јединице. Након тога, интервјуише бившег директора Државне безбедности Горана Петровића (Игор Филиповић) о побуни ЈСО-а. Од Петровића сазнаје да је разлог за оружану побуну био Улемеков страх од привођења и суђења пред Хашким трибуналом, као и да је Улемек повезан са покушајима атентата на политичара Вука Драшковића на Ибарској магистрали и у Будви. Звездан Јовановић прихвата да призна да је убио Ђинђића под условом да му се заштите породица и саборци из ЈСО-а. Од Звездана, инспектори сазнају за Урошево име, након чега организују заседу за Уроша на његовој адреси, али он, на путу за сигурну кућу са Душаном и Милетом у колима, од своје мајке добија сигнал да нешто није у реду и не зауставља се. |                    |        |                 |                                                                              |                    |
| 4 | 4                  |        | Владимир Тагић  | Марјан Алчевски, Маја Пелевић, Дејан Прћић, Владимир Тагић и Горан Станковић | 10. новембар 2024. |
| У фебруару 2001. године на конференцији за штампу, премијер Зоран Ђинђић најављује деполитизацију Ресора државне безбедности као један од циљева новостворене владе. Такође, саопштава да је начелник Државне безбедности Раде Марковић ухапшен. Касније, Ђинђић и Беба Поповић износе Милораду Улемеку доказе да су чланови Јединице за специјалне операције били директно умешани у покушај атентата на Вука Драшковића на Ибарској магистрали. Улемек прихвата да се спроведе истрага под условом да је спроведе он. Ђинђић му даје две недеље да пронађе кривца иначе ће влада започети сопствену истрагу.Две недеље након атентата на Зорана Ђинђића, Душан Спасојевић, Миле Луковић и Урош покушавају да пронађу место на којем би наставили да се крију, знајући да полиција зна за кућу коју је купио Урош са својом мајком. Миле успева да пронађе викендицу на Мељаку преко свог ујака Славка (Новак Билбија), па одлазе тамо. У међувремену, Борис и Љуба испитују Весну, али она одбија да проговори о Земунцима, јер су јој помогли да побегне са Косова током Рата на Косову и Метохији. Даница долази у сукоб са својом шефицом Соњом (Марија Шкаричић) око свог истраживања атентата на Ибарској магистрали. Славко добија задатак да преузме новац од Божовића и донесе га на Мељак. Током своје истраге, Даница одлази у старачки дом да поприча са саобраћајним полицајцем Дејана Симеуновића (Дејан Тончић), који је зауставио камион којим је покушан атентат на Ибарској магистрали и покушао да легитимише возача али су га у томе спречили чланови ЈСО. У разговору с њим сазнаје да је Дејан хтео да сведочи али је у саобраћајној несрећи изазваној од стране Државне безбедности остао без ноге. Даница даље проналази бившег радника Државне безбедности Николу Јовића (Мирсад Тука), који јој открива да је био ухапшен на годину дана од стране Државне безбедности због наводне блискости са Вуком Драшковићем. Урош бива послат по лажне пасоше, али при преузимању открива да пасош није направљен и за њега. У међувремену, пратећи Божовића, Борис и Љуба сведоче преузимању торбе од стране Славка и одлучују да га прате. Проналазећи га у кафани на Мељаку, испитују га и он им признаје где се крију Душан и Миле. Начелник Гаврић шаље Специјалну антитерористичку јединицу да ухапси Душана, Милета и Уроша, упркос негодовању Бориса и Љубе, који сматрају да би требало да их ухапсе они. Исте вечери, САЈ упада у викендицу на Мељаку и убија Душана и Милета, док Урош успева да побегне. |                    |        |                 |                                                                              |                    |
| 5 | 5                  |        | Горан Станковић | Марјан Алчевски, Маја Пелевић, Дејан Прћић, Владимир Тагић и Горан Станковић | 16. новембар 2024. |
| У јуну 2001. године, Зоран Ђинђић и Беба Поповић налазе се са начелником Ресора државне безбедности Јовицом Станишићем (Изудин Баришић) да преговарају о предаји Радована Караџића Хашком трибуналу. Станишић као алтернативу нуди предају Милана Мартића, али Ђинђић његов предлог одбија, захтевајући да се предају обојица. По Ђинђићевом одласку, Станишић јавља Државној безбедности да им је Ђинђић претња. Након акције САЈ-а у којој су убијени Душан Спасојевић и Миле Луковић, Љуба предлаже начелнику Гаврићу да у новине пусте причу да је Душана и Милета издао Урош, тврдећи да ће се потом сви предати. Гаврић то одбија, али Љуба поступа по свом. Борис и Љуба саслушавају чланове САЈ-а да би сазнали зашто су Душан и Миле убијени а не приведени. Вођа САЈ-а провоцира Бориса помињући његовог таста Жарка (Срећко Хорват), старијег обавештајца оболелог од рака, импликујући га тако у рад Земунског клана. Урош одлази да се сакрије код своје другарице Дуње (Тина Стојиљковић). Љуба преноси Жарково име Даници и њих двоје почињу да га истражују, али не проналазе ништа. У међувремену, Жарко избегава да одговори Борису да ли је учествовао у убиству Ђинђића. Даница у разговору са Николом сазнаје да је Жарко био близак са Радетом Марковићем и да је дуги низ година радио у Државној безбедности без званичне титуле. Даница такође сазнаје да је њена мајка Светлана (Јасна Ђуричић) била испитивана од стране Државне безбедности због свог извештавања о Вуковару. Урош се враћа у стан у ком се налазе преостали чланови Земунског клана, браћа Симовић Александар (Марко Гиздавић) и Милош (Ненад Хераковић), где бива претучен и испитан о убиству Душана и Милета, несталом новцу и нестанку Душана Мраовића Мрава. За то време, Мраовић пресреће Бориса и води га у сигурну кућу, где се нуди да постане сведок-сарадник. Мраовић објашњава Борису дешавања која су претходила убиству Ђинђића, наводећи Бранислава Безаревића (Ђорђе Ерчевић), члана Ђинђићевог обезбеђења, као човека који је извештавао Земунце о његовом кретању. Након Жарковог позива, Борис схвата да је Жарко тај који је рекао Мраовићу да се преда Борису. Даница, добивши од Љубе фотографију Жарка, одлази у старачки дом и показује је Дејану, након чега он потврђује да је Жарко био с Улемеком у аутомобилу на Ибарској магистрали. Борис улази у вербални сукоб са Жарком, али га Жарко уцењује подсећајући га на инцидент у ком је Борис претукао криминалца приликом испитивања, што је Жарко за њега касније заташкао. Сутрадан у станици, Борис добија пакет са фотографијама и документацијом из тог случаја, као вид уцене од стране Жарка. Урош, Александар и Милош сазнају од једног свог извора да је Мраовић причао са полицијом и одлазе по њега у сигурну кућу, након чега га туку, муче и на крају спале живог. Шокирани Урош се враћа у кола и почиње да плаче. |                    |        |                 |                                                                              |                    |
| 6 | 6                  |        | Владимир Тагић  | Марјан Алчевски, Маја Пелевић, Дејан Прћић, Владимир Тагић и Горан Станковић | 17. новембар 2024. |
| У октобру 2000. године, Зоран Ђинђић се састаје са Војиславом Коштуницом (Предраг Бјелац) у нади да ће га убедити да као новоизабрани председник искористи своју моћ да смени Радета Марковића (Гојко Балетић) са позиције начелника Ресора државне безбедности. Коштуница то одбија, сматрајући то незаконитим и злоупотребом свог положаја. У међувремену, Раде Марковић подржан од стране Жарка Илића наређује да се униште сва документа Државне безбедности из периода 1998 – 2000. Тридесетог марта 2003. године, након убиства Ненада Мраовића Мрава, Урош, Александар и Милош спаљују све доказе укључујући свој аутомобил и одећу и упућују се на адресу у Маричкој улици, јер су од Мрава сазнали да се у тој улици налази скривени новац. Сутрадан ујутро, полиција проналази Мраовићево спаљено тело. Однос између Љубе и Бориса се погоршава због њиховог међусобног неповерења у вези са Жарковом умешаношћу у атентат на Ђинђића и атентат на Ибарској магистрали. Урош и браћа Симовић не проналазе новац на локацији у Маричкој и долазе до закључка да су их предухитрили други чланови клана, најпре Сретко Калинић (Дино Бајровић), и побегли за иностранство. Одлучују да ступе у контакт са Димићем (Даниел Ковачевић) не би ли тако дошли до Калинића. Даничину истрагу убиства Ивана Стамболића и Славка Ћурувије и њихове конекције са Државном безбедношћу, прекида пожар у стану њене мајке Светлане, изазван Светланином непажњом док је била под утицајем алкохола. У разговору са Светланом, Даница сазнаје да је током њеног детињства агент Државне безбедности завео њену мајку са намером да је убије због њеног извештавања о Вуковару. Преко Светлане, Даница се упознаје са Бранком Милетић (Драгана Варагић), од које сазнаје да је Државна безбедност уништила сва своја документа из периода Марковићеве власти и да је Жарко Илић био дубоко умешан у њен рад. У станици, Љуба открива да зна човека спремног да сведочи о убиству Ђинђића и износи име Бранислава Безаревића. Проверавајући његове тврдње, полиција на Новом Београду проналази оружје којим је убијен Ђинђић и испитује Безаревића, који потврђује своју умешаност у убиство Ђинђића. Жарко, чије се здравствено стање погоршало, говори Борису да убеди Љубу да престане да истражује, претећи му тешким последицама. Сумњичав према Борису, Љуба предаје Даници документа с информацијама које му је изнео његов доушник, да их у случају његове смрти преда Јовану Пријићу (Горан Радаковић). Даница тог поподнева сазнаје да су чланови Државне безбедности били у школи код њене малолетне ћерке Маше (Лина Теодоровић). Љуба испитује Бориса о његовој конекцији са Жарком и сазнаје да је Борис чинио услуге за Жарка јер га овај уцењује. Љуба обећава да ће ухапсити Жарка, али да ће притом Борис највероватније остати због посла. Начелник Гаврић извештава да ће се преостали чланови Земунског клана састати те вечери и спрема се акција. Урош, Александар и Милош одлазе на место састанка, али упадају у полицијску заседу, у којој Љуба бива погођен у ногу. Искориштавајући прилику, Борис убија Љубу, а затим чини да изгледа као да га је усмртио убијени Земунац. |                    |        |                 |                                                                              |                    |
| 7 | 7                  |        | Горан Станковић | Марјан Алчевски, Маја Пелевић, Дејан Прћић, Владимир Тагић и Горан Станковић | 23. новембар 2024. |
| У марту 2001. године, премијер Србије Зоран Ђинђић састаје се са Карлом де Понте (Линда Русева), главном тужитељком при Хашком трибуналу, која захтева изручење Слободана Милошевића. Дел Понте даје Ђинђићу рок за изручење Милошевића до краја марта исте године. У јуну 2001. године, Милошевић бива изручен Хагу, а председник СР Југославије Војислав Коштуница јавно описује сарадњу са Хашким трибуналом као једнострану интеракцију, у којој Србија изручује своје оптужене а заузврат не добија ништа. У априлу 2003. године, након Љубиног убиства, Борис открива начелнику Гаврићу да је Љубин доушник у ствари телохранитељ Милорада Улемека Легије, Ненад Шаре Шкене (Пеђа Марјановић). Борис преузима Шкенета као свог доушника. Од колеге камермана Раше (Вахид Џанковић), Даница сазнаје за Љубину смрт и, осетивши да је под присмотром, одлучује да склони своју породицу из Београда. Урош са преосталим Земунцима уз помоћ хрватских криминалаца бежи у Хрватску. На Борисово велико незадовољство, Жарко сазнаје да је ушао у ремисију. Борис се затим састаје са Шкенетом и убеђује га да током испитивања не помене Жарково име. Даница односи Љубина документа Јовану Пријићу, који јој обећава да ће бити спроведена истрага. Током испитивања, Шкене повезује Улемека са Душаном Спасојевићем и сведочи о убиству Ивана Стамболића, али не помиње Жарково име. Када га Пријић упита за Жарка, Борис признаје да му је он рекао да га не помиње. У марту 2003. године, на Фрушкој гори бива пронађено тело Ивана Стамболића и због умешаности у његово убиство бивају ухапшени Аца Томић и Раде Булатовић. Полиција одлази да ухапси Жарка, али га затиче везаног за столицу и убијеног пуцњем из пушке. Истрагу његове смрти преузима Безбедносно-информативна агенција (БИА) и закључује да је реч о самоубиству. Пријић зове Даницу на састанак и говори јој да престане да истражује Жарка, ради безбедности њене породице. Због Борисовог поступања у вези са Жарком као потенцијалним осумњиченим, Гаврић му саопштава да ће по завршетку акције „Сабља” добити отказ. У Хрватској, Урош добија задатак да убије хрватског криминалца, што он нерадо чини. |                    |        |                 |                                                                              |                    |
| 8 | 8                  |        | Владимир Тагић  | Марјан Алчевски, Маја Пелевић, Дејан Прћић, Владимир Тагић и Горан Станковић | 24. новембар 2024. |
| У фебруару 2003. године, Зоран Ђинђић се састаје са немачким канцеларом Герхардом Шредером (Рајнер Вос) да би с њим поразговарао о питању Косова. Шредер му даје до знања да европска заједница не жели Србију као део Европске уније. У априлу 2003. године, месец дана након атентата на Ђинђића, Борис покушава да ступи у контакт са Даницом, не би ли сазнао шта је још Љуба истраживао пре своје смрти, али Даница одбија да му помогне. На послу, Даница од своје шефице Соње захтева сопствену специјалну телевизијску емисију на тему полицијске акције „Сабља”, што јој Соња омогућава. Борис бива позван на посебно окупљање министара и чланова полиције на којем се дискутује о повезаности чланова Коштуничиног кабинета са Земунским кланом и Милорадом Улемеком Легијом. Беба Поповић се залаже за привођење Коштунице ради информативног разговора, док амерички амбасадор Вилијам Монтгомери (Крис Фармер) сматра да би то било непримерено и позива да се ванредно стање укине. Начелник Гаврић започиње дисциплински поступак и истрагу против Бориса. Двадесет и другог априла 2003. године, председник владе Србије Зоран Живковић објављује окончање полицијске акције „Сабља” и ванредног стања. У мају 2004. године, Урош се са лажним пасошем враћа у Србију са задатком да убије Даницу због њеног извештавања о „Сабљи”. Даница у оквиру свог специјала интервјуише министра полиције Драгана Јоцића (Милован Филиповић) о предстојећој коалицији чланова ДСС-а и СПС-а. Другог маја 2004. године, Милорад Улемек Легија се предаје органима власти након четрнаест месеци у бекству. Борис добија позив из тужилаштва и признаје својој супрузи Марини (Доља Гавански) да је убио Љубу. Министар полиције Драган Јоцић позива Бориса на састанак, незадовољан радом начелника Гаврића, и поставља га на позицију начелника. Гаврић бива премештен и прети Борису да ће га уништити ако икад пронађе доказе против њега. Борис, сада сарадник Радета Булатовића и Драгана Јоцића, сазнаје да неко намерава да убије Даницу. Борис даје до знања Даници да је на мети али да се не зна на чијој. Даница одбија двадесетчетворочасовно обезбеђење, сматрајући да би превише утицало на њен рад, али на крају попушта ради заштите своје породице. Следећег дана, при изласку са радног места, Даница бива устрељена од стране Уроша. Урош бежи са места злочина, али његова кола остављају траг гума у блату. Борис на увиђају прво сазнаје да полиција није добро обезбедила зграду са које је Урош пуцао, а потом затиче колегиницу како уништава траг Урошевих кола. Она му говори да ради оно што јој је речено да ради и саветује му да учини исто. Даница пуком срећом остаје жива. Урош бива плаћен и одлази код своје мајке да би јој оставио део новца, након чега се враћа у иностранство. Борис прославља славу са породицом и пријатељима, дижући чашу у част Жарка и Љубе. Даница почиње да се опоравља и захтева од своје мајке да јој донесе новине, како би поново била у току са политичком сценом у Србији. Приказују се снимци говора Зорана Ђинђића у којима се он осврће на прошлост и будућност Србије.                                            |                    |        |                 |                                                                              |                    |